# Kosmiczne szaleństwo
Kosmiczne szaleństwo lub Kosmiczny gniew (ang. Space Rage, 1985) – amerykański western fantastycznonaukowy, powstały wedle powieści Mortona Reeda w reżyserii Conrada E. Palmisano, aktora-statysty.

## Obsada
- Richard Farnsworth – Pułkownik
- Michael Paré – Grange
- John Laughlin – Walker
- Lee Purcell – Maggie
- Lewis Van Bergen – Drago
- William Windom – Gubernator Tovah
- Frank Doubleday – Brain Surgeon
- Dennis Redfield – Quinn
- Harold Sylvester – Max Bryson

## Opis fabuły
W świecie przyszłości niebezpieczni kryminaliści z Ziemi zsyłani są na odległą planetę Botany Bay, gdzie zmuszani są następnie do morderczej pracy w kopalniach. Wśród więźniów znajduje się Grange, który nie ulęknie się przed niczym, aby odzyskać wolność. Sprawiedliwości musi stać się zadość, za wszelką cenę; Grange zostaje przywódcą buntu więźniów, choć przeciwko sobie ma świetnie wyszkolonych strażników – Trackersów. W bezpośredniej konfrontacji – więźniowie kontra strażnicy – rodzi się wątpliwość, którzy z nich stoją po stronie prawa.